# Caversham, England
Caversham är en ort i kommunen Borough of Reading, i grevskapet Berkshire, i England. Orten hade 33 042 invånare år 2021. Caversham var en civil parish fram till 1916 när blev den en del av Reading. Civil parish hade 9 858 invånare år 1911. Caversham var ett distrikt 1894–1911. Byn nämndes i Domedagsboken (Domesday Book) år 1086, och kallades då Caueres/Cavesham.